# Лъв Мелисин
Лъв Мелисин е византийски пълководец от знатния род на Мелисините, заемал значими длъжности при император Василий II Българоубиец – дука на Солун, доместик на западните схоли и дука на Антиохия, а с тях и командни функции във войните срещу българи и араби през 70-те и 80-те години на X век.
Служебни печати на Лъв Мелисин в качеството му на доместик на Запада (главнокомандващ на Балканите) са открити при археологически разкопки сред останките на старата българска столица Велики Преслав, която е превърната от византийците в средище на военноадминистративна област след 971 г. Тъй като печатите не могат да бъдат датирани конкретно, не е ясно и кога точно Лъв Мелисин е изпълнявал тази длъжност начело на византийските войски в избухналата през 976 г. война срещу комитопулите. Според една хипотеза, това става непосредствено след пагубната за византийците битка при Траянови врата (17 август 986 г.), която струва поста на предишния доместик, Контостефан. Лъв Мелисин не участва в битката, а командва ариергарда, който е разположен край Филипопол, за да пази съобщенията на главната армия в похода ѝ срещу българската крепост Сердика.
Предполага се, че Лъв Мелисин е ръководителят на успешната отбрана на Сяр срещу българите. Тъй като наративните източници назовават византийския военачалник само с родовото му име, се допуска и възможността това да е бил брат му, Теогност Мелисин, който също служи във византийската армия. Не е ясно и кога точно – през 976 г. или по-късно – се състои сражението, струвало живота на българския предводител, комитопула Мойсей.
През 985 г. Лъв Мелисин е назначен за дука на Антиохия – титла, която му дава контрол върху византийските владения в Северна Сирия, застрашени от египетските Фатимиди. В резултат от военните действия успява да отбие нашествениците от важната крепост Баланея (южно от днешна Латакия) и да укрепи границата.
Подозиран неведнъж в измяна, през 988 г. Лъв Мелисин действително се отмята от Василий II и застава на страната на претендента за престола Варда Фока. Начело на една част от бунтовническите войски, Мелисин ръководи обсадата на Абидос. След поражението през пролетта на 989 г. попада в плен заедно с други бунтовнически предводители. За разлика от тях не е подложен на унизително участие в триумфа на императора в Константинопол. Няколко години по-късно му е поверено ново командване срещу Фатимидите в Сирия, този път като помощник на новия дукс на Антиохия, Михаил Вурцис.